# Keilbachia neglecta
Keilbachia neglecta är en tvåvingeart som först beskrevs av Oskar Augustus Johannsen 1912.  Keilbachia neglecta ingår i släktet Keilbachia och familjen sorgmyggor. Inga underarter finns listade i Catalogue of Life.